# Hot chicken

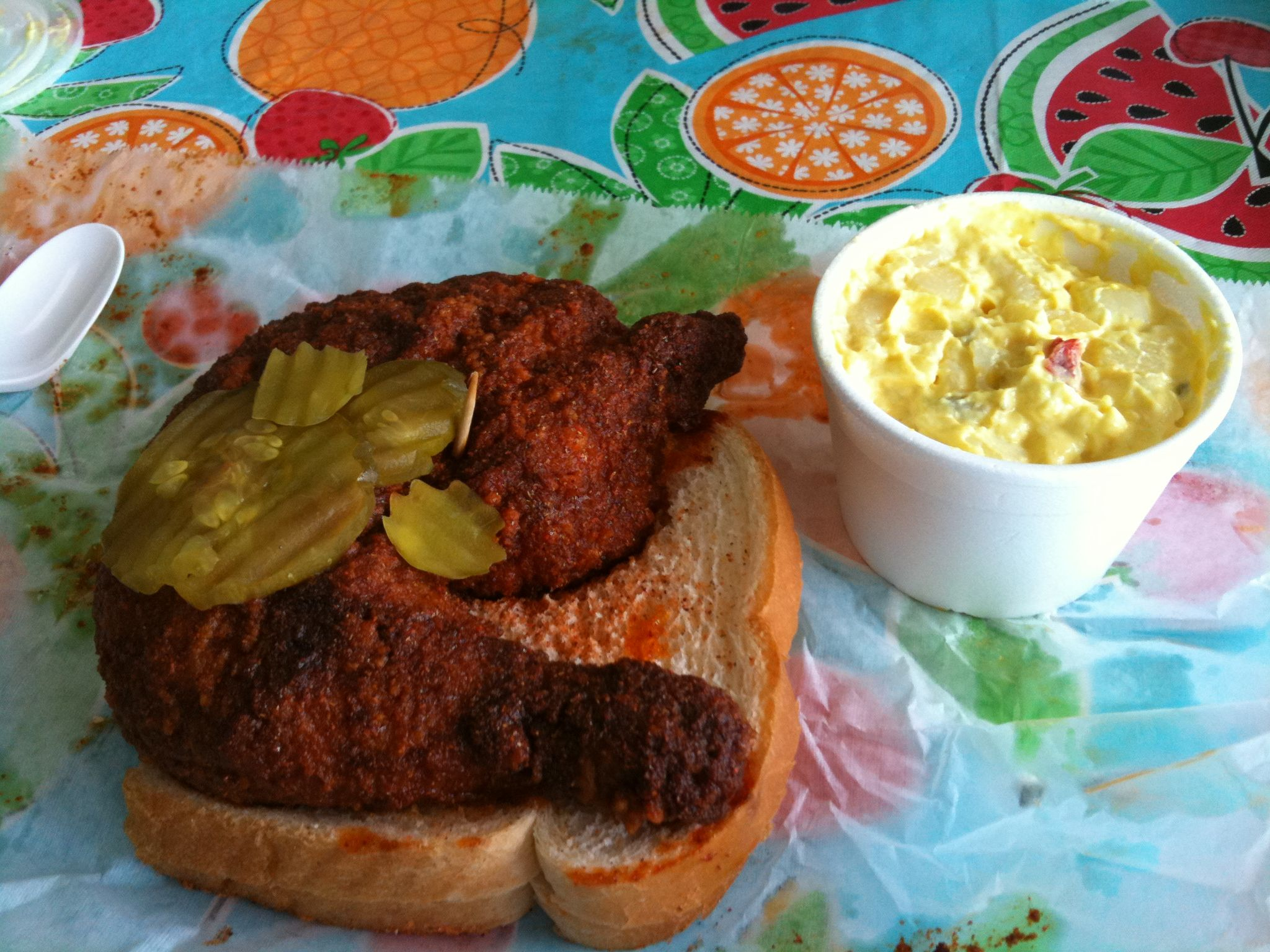
Versión servida en Prince's Hot Chicken.

El pollo picante (en inglés hot chicken) es una receta de pollo frito especialidad local de Nashville (Tennessee, Estados Unidos). En su variante típica, es una porción de pechuga, muslo o ala marinada en suero de mantequilla, empanada, untada con una pasta muy picante de pimienta roja y frita en sartén. Se sirve sobre rebanadas de pan blanco con pepinillo en rodajas. Se diferencia de platos parecidos, como las buffalo wings, tanto en la aplicación de la pasta picante como en la presentación. Puede considerarse en una situación parecida a las otras recetas que se han modificado de forma única en una región, como la slugburger o el tamal del delta del Misisipí. Es parecido al jerk chicken jamaicano en picor, pero se unta con salsa en lugar de condimentarse con un rub en seco.
Ha adquirido notoriedad en los últimos años gracias a la influencia de la industria musical de Nashville. Hay muchos restaurantes en la ciudad que sirven una variante del plato, y se organiza un festival y una competición sobre él. En 2006, la familia que creó el plato recibió la distinción Guardian of the Tradition (‘guardián de la tradición’) de la Southern Foodways Alliance. Ha aparecido en cartas de restaurantes (como Nashville hot chicken) tan al norte como en Michigan.
Un plato popular relacionado en Nashville es el hot fish (‘pescado picante’), que se prepara de forma parecida, pero con un filete de pescado grande.

## Preparación
Aunque los ingredientes del plato permanecen más o menos inalterados, la preparación puede cambiar mucho. Puede freírse a presión o en freidora, aunque la mayoría de los restaurantes lo hacen en sartén. Casi todo el hot chicken se marina en suero de mantequilla para darle sabor y que mantengan el jugo de la carne tras la fritura. A veces se empanan y fríen tras aplicarle la pasta picante, pero el método más tradicional es aplicar la pasta justo después de que el pollo termine de freírse.
La pasta picante típica del hot chicken de Nashville tiene dos ingredientes clave: la manteca de cerdo y la pimienta roja. Ambos se mezclan juntos, a razón de tres partes de pimienta por cada parte de manteca, y se calientan hasta formar una salsa espesa. Algunos restaurantes cambian la composición de la pasta, añadiendo azúcar, ajo o más salsa picante. La pasta se aplica al pollo frito usando una cuchara y guantes de látex, ya que se aprieta en el pollo frito a mano. El nivel de picor del pollo puede cambiar según la cantidad de pasta aplicada.
El hot chicken se sirve sobre rebanadas de pan blanco, con rodajas de pepinillo. Como la pasta picante se hace con manteca y se aplica al pollo cuando está caliente, a menudo moja el pan. Aunque originalmente se destinaba a absorber la grasa y mantener el pollo seco, muchos entusiastas del plato comen el pan remojado para demostrar que pueden soportar el picor del plato.

## Variantes

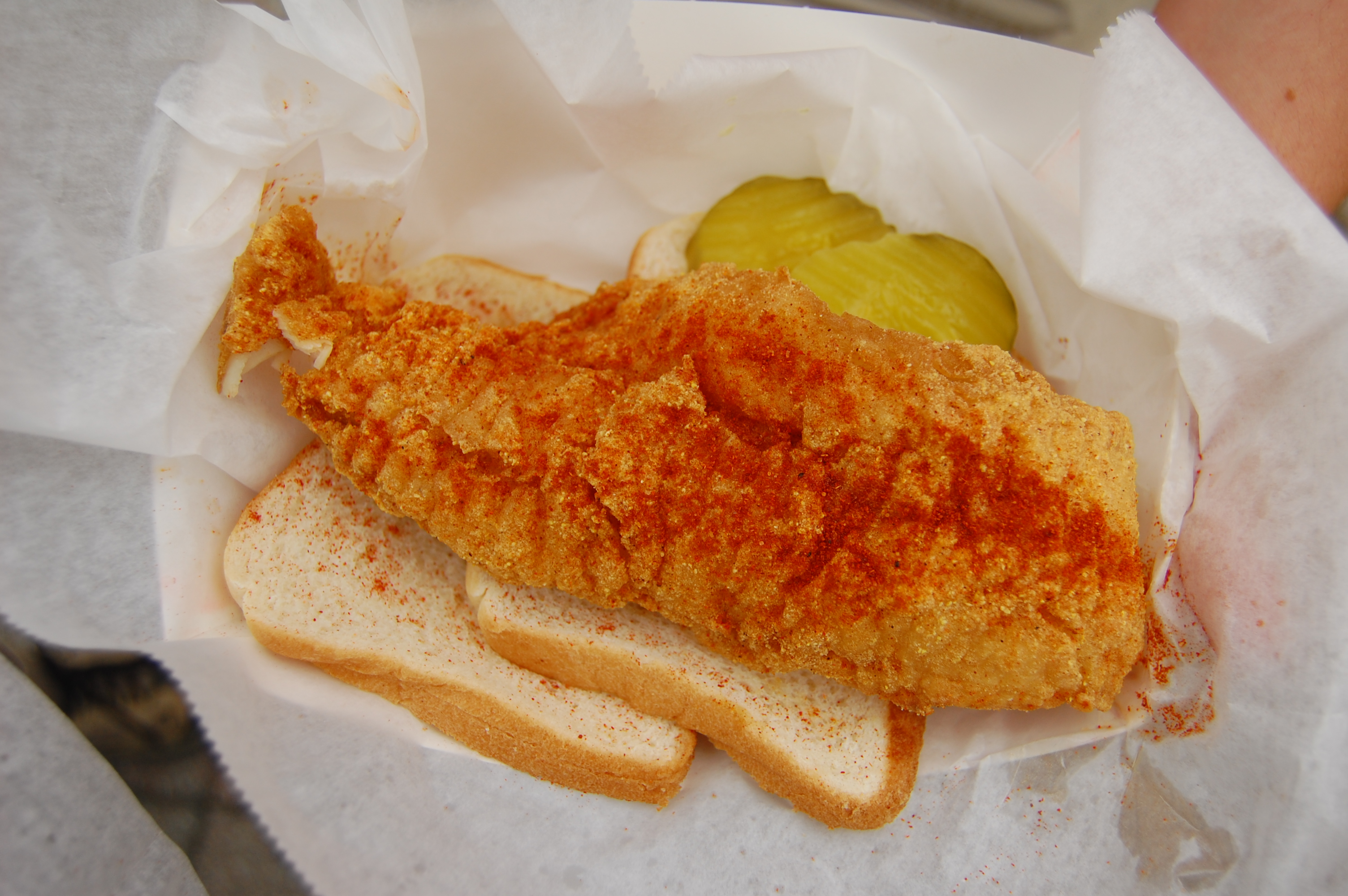
Hot fish al estilo de Nashville.

La principal variante del hot chicken tradicional está en la aplicación de la pasta picante: antes o después de empanar, y si se aplican especias adicionales o no. Las recetas, métodos de cocción y pasos de la preparación del hot chicken se consideran a menudo secretos, guardándolos celosamente los respectivos restaurantes.
Una variante se llama hot fish, y consiste en una rodaja de pescado blanco (normalmente pescadilla o trucha) o bagre empanada y frita con una pasta de pimienta parecida, o usando una mezcla de pimienta en polvo que se espolvorea sobre el filete. Algunos restaurantes de hot chicken también sirven hot fish, pero han surgido locales especializados en este último.

## Historia
Evidencias anecdóticas sugieren que el pollo frito picante se ha servido en Nashville desde generaciones. El plato actual puede haber aparecido tan pronto como en la década de 1950, pero sin embargo el estilo actual de la pasta picante puede remontarse solo hasta mediados de la década de 1970. Suele aceptarse que la receta moderna es obra de la familia de Andre Prince Jeffries, propietaria del Prince's Hot Chicken, local que ha regentado desde 1980 (antes de este año era propiedad de su tío abuelo, Thornton Prince). Jeffries dice que el desarrollo del hot chicken fue un accidente. Su tío abuelo Thornton era al parecer un mujeriego, y tras una noche especialmente larga su novia de entonces le preparó pollo frito para desayunar con pimienta extra como venganza. Sin embargo, a Thornton le gustó tanto que ideó su propia receta extra picante y la sirvió en su restaurante.
Irónicamente, lo que empezó como un desayuno vengativo se considera actualmente una receta básica para quienes cenan tarde. La mayoría de restaurantes dedican los fines de semana al hot chicken, abriendo hasta muy tarde (algunos pasando incluso las 4 de la madrugada). Actualmente Nashville cuenta con media docena de restaurantes dedicados a servir hot chicken, mientras otros sirven el plato pero sin centrarse únicamente en él.